# Anna Bågenholm
Anna Elisabeth Johansson Bågenholm (1970) is een Zweedse radioloog uit Vänersborg. Ze overleefde in 1999 een ski-ongeluk na tachtig minuten vast te hebben gezeten onder een laag ijs in het ijskoude water. Tijdens het ongeluk werd ze blootgesteld aan extreem lage temperaturen, waardoor ze zwaar onderkoeld raakte en haar lichaamstemperatuur daalde naar 13.7 °C. Dit was op dat moment de laagste lichaamstemperatuur ooit gemeten bij iemand die per ongeluk hypothermie opliep. Bågenholm wist een luchtopening te vinden onder het ijs, maar kreeg na veertig minuten in het water te hebben gelegen een hartstilstand.
Na haar redding werd Bågenholm met een helikopter vervoerd naar het academisch ziekenhuis van Tromsø, waar een team van meer dan honderd artsen en verpleegsters klaar stonden om haar leven te redden. Na een coma van tien dagen ontwaakte Bågenholm en werd duidelijk dat ze vanaf haar nek omlaag verlamd was geraakt. Ze verbleef twee maanden op een intensive care-afdeling om te herstellen. Na bijna volledig hersteld te zijn van het ongeluk, had ze eind 2009 nog steeds last van kleine symptomen in haar handen en voeten door zenuwschade. Bågenholms casus werd beschreven in het Brits medisch tijdschrift The Lancet en in medische lesboeken.